# Asterope markii
Asterope markii, a glória pontilhada, é uma espécie de borboleta da família Nymphalidae. É encontrada no Brasil, Equador, Colômbia, Peru, Guiana e Venezuela.  As larvas se alimentam de espécies de Paullinia.

## Subespécies
- Asterope markii markii (Hewitson, 1857)  (Brasil (Amazonas))
- Asterope markii boyi (Röber, 1924)  (Brasil (Pará))
- Asterope markii ackeryi Jenkins, 1987 (Brasil (Pará))
- Asterope markii hewitsoni (Staudinger, 1886)  (Equador, Colombia)
- Asterope markii davisii (Butler, 1877)  (Peru, Equador, Brasil (Acre))
- Asterope markii gallardi Neukirchen, 1996 (Guiana)
- Asterope markii werneri Neukirchen, 1996 (Brasil (Amazonas))